# Presència
Presència is een Catalaans weekblad dat opgericht werd in de nadagen van de franquistische dictatuur in Girona. Het eerste nummer verscheen op  10 april 1965. Het wilde een alternatief zijn voor het regimegezinde dagblad Los Sitios. In 1982, na de Spaanse democratische overgang, werd het overgenomen als zondagsbijlage bij de nieuwe krant El Punt. Vanaf 2001 werd het zondagsmagazine dat als bijlage van een hele reeks Catalaanstalige kranten (El Punt Avui, Diari de Balears,  Diari d'Andorra,  El 9 Nou, El 3 de vuit, L'Hora del Garraf, Regió 7, Segre en de elektronische krant VilaWeb) wordt overgenomen, en zo met zijn meer dan 400.000 lezers een van de meest gelezen bladen geworden is. Sedert 2003 verschijnt het blad ook in een internetversie.

## Geschiedenis
In 1965 was de persvrijheid onbestaande in Spanje. De censuur was wel iets minder streng geworden. De bankier en journalist Manuel Bonmatí i Romaguera (1903-1981) was tijdens de tweede Spaanse Republiek redacteur en later directeur bij het Diari de Girona. Na de machtsgreep door Francisco Franco werd die krant overgenomen door de eenheidspartij Movimiento Nacional en verscheen van dan af uitsluitend in het Spaans onder de titel Los Sitios. Hij was actief gebleven in de journalistiek maar ook in de ondergrondse democratische en catalanistische weerstand. Door zijn goede relaties kreeg hij toch de toestemming een nieuw weekblad uit te geven, met informatie over het sociale, culturele en artistieke leven. Het eerste nummer verscheen op twintig pagina's hoofdzakelijk in het Spaans, met wat voor die tijd een waagstuk was, twee pagina's in het Catalaans, maar met genoeg zelfcensuur om geen ergernis met het regime te krijgen. Medewerkers van het eerste uur waren de intellectuelen en schrijvers Carme Alcalde, Maria Aurèlia Capmany, Ricard Salvat i Ferré, Paco Candel, Romà Gubern en Terenci Moix. Ondanks alle voorzichtigheid, was de censuur ontevreden met de democratische ondertoon en na het kerstnummer van 1966 kreeg het blad drie maand verschijningsverbod. Voor de conservatieve burgerij van het Girona van de jaren zestig werd het blad van in het begin beschouwd als een gevaar  voor de rust en het evenwicht tussen de gestelde lichamen van kerk en dictatuur, die onder elkaar de macht deelden.
De vele processen en boetes bedreigden de leefbaarheid van het blad. Uiteindelijk naam het Bisdom Girona de schulden over en gaf het blad een katholieke redactionele lijn en zorgde voor de permanentie in de dagbladkiosken. De ietwat polemische en linkse ondertoon verdween, maar het catalanisme bleef. Ondanks alle compromissen en de onvoorwaardelijk katholieke lijn, werd het blad in 1971 gesloten. Na een uitspraak van het hooggerechtshof kwam het terug, maar het blad had het financieel niet onder de markt. Het werd, noodgedwongen een maandblad. Tijdens de democratische overgang werd de censuur, de beperkingen en administratieve hinderpalen tegen het gebruik van het Catalaans in het openbare leven afgeschaft. Dagbladen zoals El Punt (1979) en Avui (1976) konden eindelijk ongehinderd verschijnen. In 1981 vereffende El Punt de schulden, en huurde de titel, die als pionier van de journalistiek in het Catalaans, een grote emotionele waarde had als titel voor zijn zondagsbijlage.